# Max (tv-serie)
 For alternative betydninger, se Max. (Se også artikler, som begynder med Max)
Max er en dansk tv-serie om den 12-årige dreng Max Christiansen, og alle hans oplevelser. 
Serien er instrueret af Lotte Svendsen efter manuskript af Oliver Zahle, Jens Korse og Lotte Svendsen. Den er produceret af Max Film for DR, og blev vist på DR1. 
Serien er blevet op af indtil videre tre film: Max Pinlig (2008), Max Pinlig 2 - sidste skrig (2011) og Max Pinlig 3 på Roskilde fra 2012.

## Medvirkende
- Samuel Heller-Seiffert – Max Christiansen
- Mette Horn – Agnete Christiansen: Max' mor
- Lars Bom – Steen Cold
- Anna Egholm – Esther
- Faysal Mobahriz – Hassan
- Reimer Bo Christensen – Reimer Bo: TV Vært
- Louise Mieritz – Ulla: Max' lærer
- Signe Wenneberg – Esthers mor
- Asta Esper Hagen Andersen – Tante Ida

## Afsnit

### Sæson 1
1. Den usynlige dreng og den elektriske ål (sendt første gang 13. januar 2007)
2. Små mænd og store krige (sendt første gang 20. januar 2007)
3. Hvide damer og bange bukser (sendt første gang 27. januar 2007)
4. Venner 4 ever (sendt første gang 3. februar 2007)
5. Rigtige mænd tygger deres egne underkjoler (sendt første gang 10. februar 2007)
6. Cool og Kristen (sendt første gang 17. februar 2007)
7. Som at stjæle slik fra voksne (sendt første gang 24. februar 2007)
8. Single Malt og dobbelt date (sendt første gang 9. marts 2007)

Sæson 1 er udkommet på dvd.

### Sæson 2
1. Magiske Mester Max (sendt første gang 2. februar 2008)
2. En ordentlig mobbedreng (sendt første gang 9. februar 2008)
3. Hjemløs på tråden (sendt første gang 16. februar 2008)
4. Enden på komedie (sendt første gang 23. februar 2008)
5. Hvor ligger hamsteren begravet? (sendt første gang 1. marts 2008)
6. Glemmer du så.... det kan jeg ikke lige huske (sendt første gang 8. marts 2008)
7. Kvalitetstid til kærtegn (sendt første gang 15. marts 2008)
8. Alle alene i verden (sendt første gang 22. marts 2008)

Sæson 2 er udkommet på dvd.